# Svefn-g-englar
«Svefn-g-englar» es el primer sencillo de Ágætis byrjun, la segunda producción oficial de la banda islandesa Sigur Rós, del cual se desprenden el tema que le da el nombre al EP Svefn-g-englar ("sonámbulos" o "ángeles sonámbulos") y el segundo tema Viðrar vel til loftárása ("buen tiempo para un ataque aéreo") y dos temas en vivo grabados en la Ópera Islandesa en Reikiavik (concierto donde además fue la despedida del baterista de la banda Ágúst Ævar Gunnarsson quien decidió seguir la carrera de diseñador gráfico) , Nýja Lagið y Syndir Guðs, La primera nunca fue gradaba debido a su similitud con una canción de Radiohead, el segundo tema en vivo se desprende del disco Von.
Este sencillo fue grabado originalmente por Pias para Islandia, solamente pero reintroducido por Fat Cat Records, en 2001 y distribuido en Inglaterra donde fue elegido por la revista británica New Musical Express como sencillo de la semana.
Este sencillo se puede conseguir en dos formatos: uno, CD de audio y el otro en acetato de vinilo. Para la versión de vinilo se sustituyeron dos temas en vivo por uno de los temas de Von, "Veröld ný óg óð".
El tema de Svefn-g-englar forma parte de la banda sonora de los filmes Vanilla Sky (2001), Café de Flore (2011) y Beetlejuice Beetlejuice (2024). 

## Listado de canciones

### Disco compacto
1. «Svefn-g-englar» (9:19)
2. «Viðrar vel til loftárása» (10:13)
3. «Nýja lagið» (tocado en vivo Íslenska Óperan, 12 de junio de 1999) (9:28)
4. «Syndir guðs» (tocado en vivo Íslenska Óperan, 12 de junio de 1999) (5:46)

### Versión 12"
1. «Svefn-g-englar» (9:19)
2. «Viðrar vel til loftárása» (10:13)
3. «Veröld ný óg óð» (9:29)

- Datos: Q1930570
- Multimedia: Sigur Rós / Q1930570